# Simão Cândido Sarmento
Simão Cândido Sarmento foi um capitão de artilharia português, explorador do continente africano.
Continuou o trabalho da expedição de Henrique Dias de Carvalho.